# Przełęcz Dział (Góry Bialskie)
Przełęcz Dział – przełęcz na wysokości 922 m n.p.m. w południowo-zachodniej Polsce w Górach Bialskich w Sudetach Wschodnich.  	

## Położenie
Przełęcz położona w północno środkowej części Gór Bialskich w Sudetach Wschodnich, około (3,3) km, na południowy zachód od  Nowego Gierałtowa.	
Przełęcz górska na obszarze Śnieżnickiego Parku Krajobrazowego na wysokości 922 m n.p.m. Przełęcz stanowi wyraźne, szerokie siodło płytko wcinające się w podłoże z skał metamorficznych, łupków łyszczykowych i gnejsów gierałtowskich pomiędzy Gołogórą (977 m n.p.m.) a Jawornikiem Kobylicznym (995 m n.p.m.) w Górach Bialskich w Sudetach Wschodnich.

## Turystyka
Przez Przełęcz przechodzą szlaki turystyczne i drogi:
- – szlak turystyczny niebieski, międzynarodowy szlak turystyczny Atlantyk – Morze Czarne E3 z Nowej Morawy do Starego Gierałtowa, prowadzący Drogą Marianny przez Przełęcz.

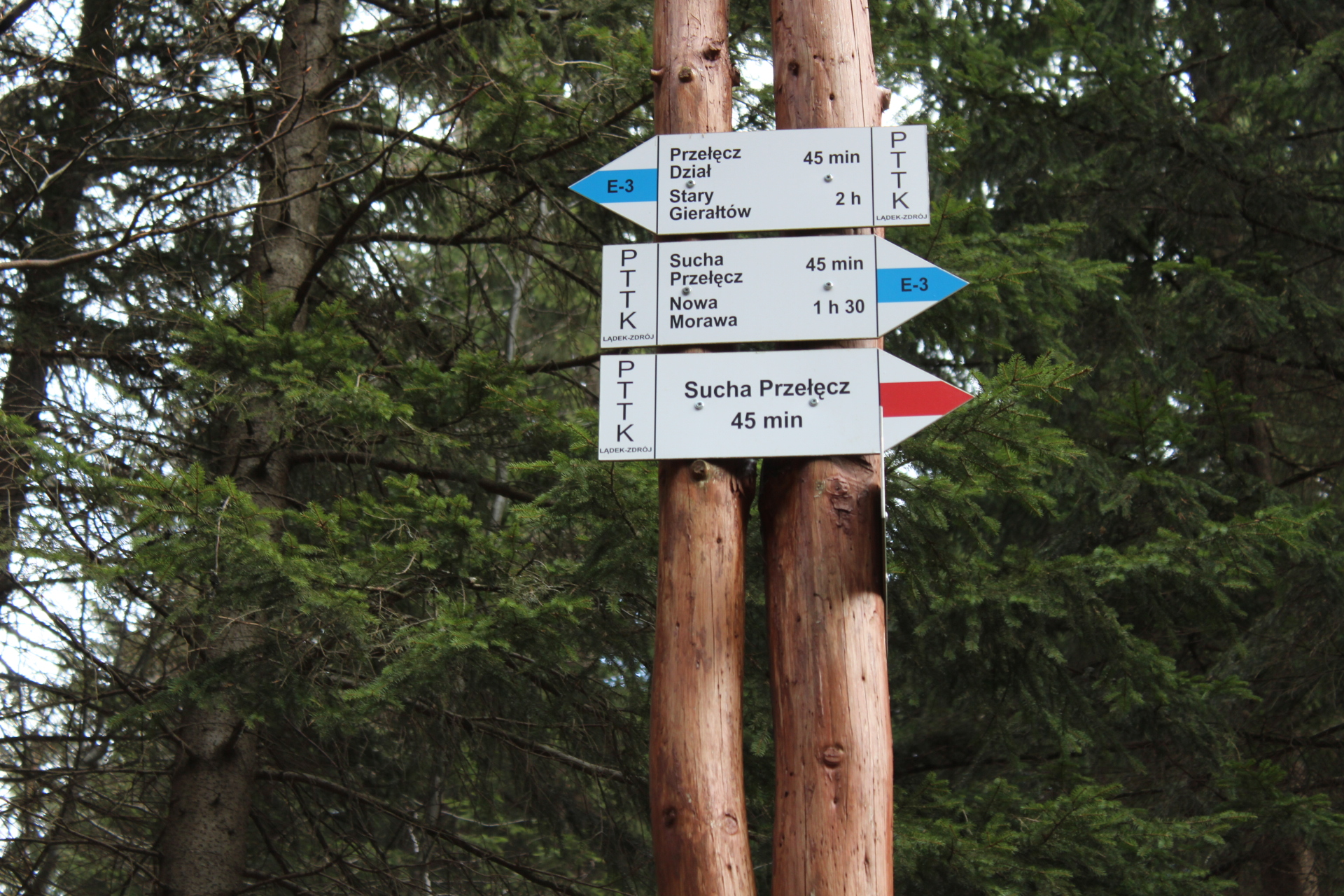
Znak do przełęczy

- – szlak turystyczny niebieski prowadzący z Bielic do Stronia Śląskiego i dalej.